# Зволенска Слатина

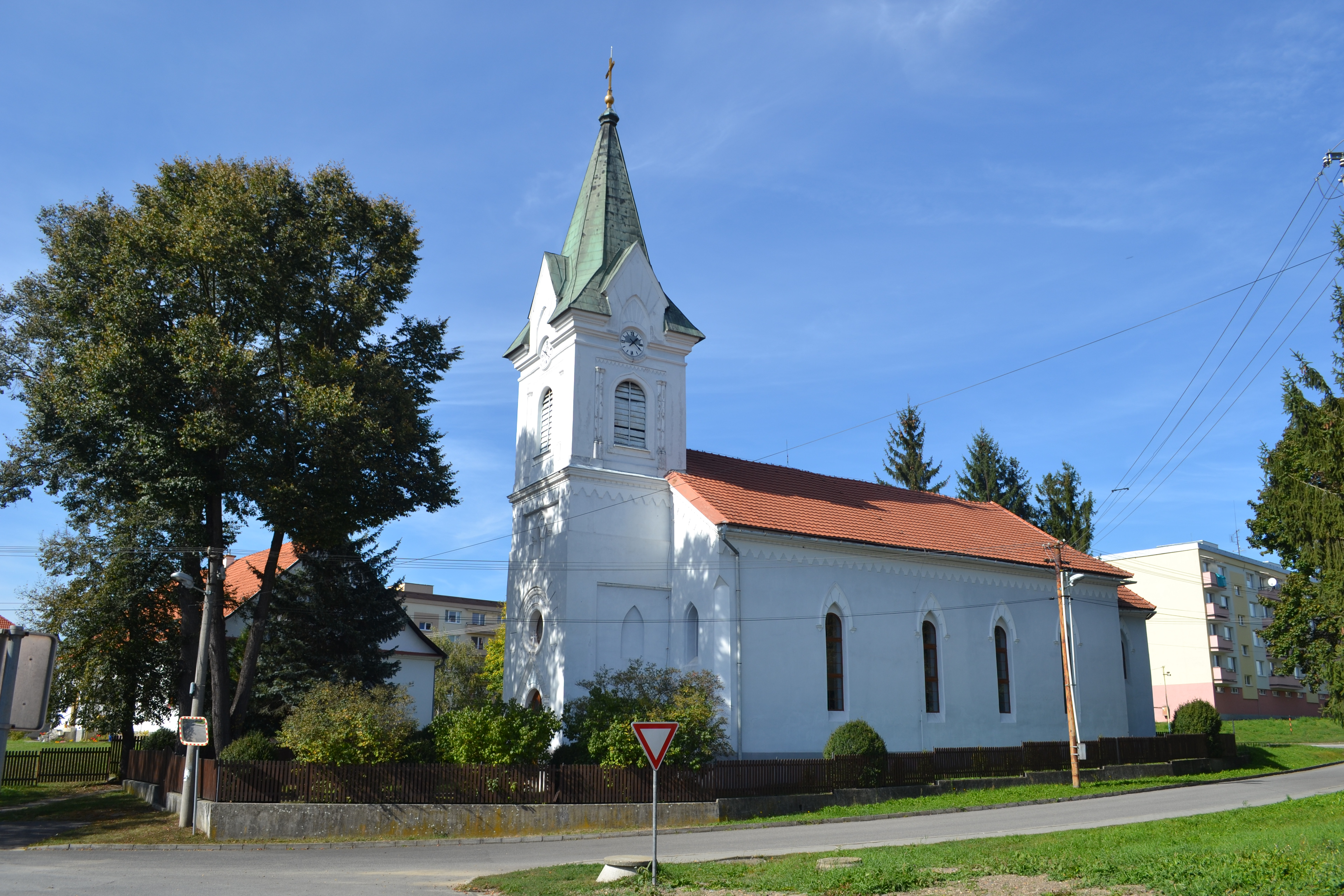
Евангелистский костёл

Зволенска Слатина (словац. Zvolenská Slatina, нем. Großslatinal, венг. Nagyszalatna) — деревня в районе Зволен Банска-Бистрицкого края в центральной Словакии.
Расположена в Зволенской котловине в Словацких Средних горах примерно в 11 км от административного центра г. Зволен.
Население — 2 832 человека на 31 декабря 2020 года.

## История
На территории деревни найден могильник лужицкой культуры эпохи поздней бронзы. Первое упоминание встречается в 1332 году под названием Sancta Crux de Solio. Позже носила названия Салатна (1393), Залатна Золенсис (1406), Залатна (1410), Велка Слатина (1808), Велька Слатина (1920). В 16-17 веках здесь была крепость, построенная против нашествия турок, пережило множество набегов, турки сжигали деревню в 1584 и 1668 годах. В 1722 году здесь упоминается стекольный завод.

## Население
| Год:                | 1994 | 2004    | 2014    | 2024    |
| ------------------- | ---- | ------- | ------- | ------- |
| Количество человек: | 2548 | 2671    | 2830    | 2795    |
| Разница:            |      | +4,82 % | +5,95 % | −1,23 % |

## Известные уроженцы
- Багиль, Ян (1856—1916) — словацкий изобретатель.
- Бенё, Ян (род.1933)  — словацкий прозаик, публицист, переводчик.
- Вансова, Терезия (1857—1942) — словацкая писательница, поэтесса, драматург.
- Ян Кулич (1930—2015) — словацкий скульптор.

## Галерея

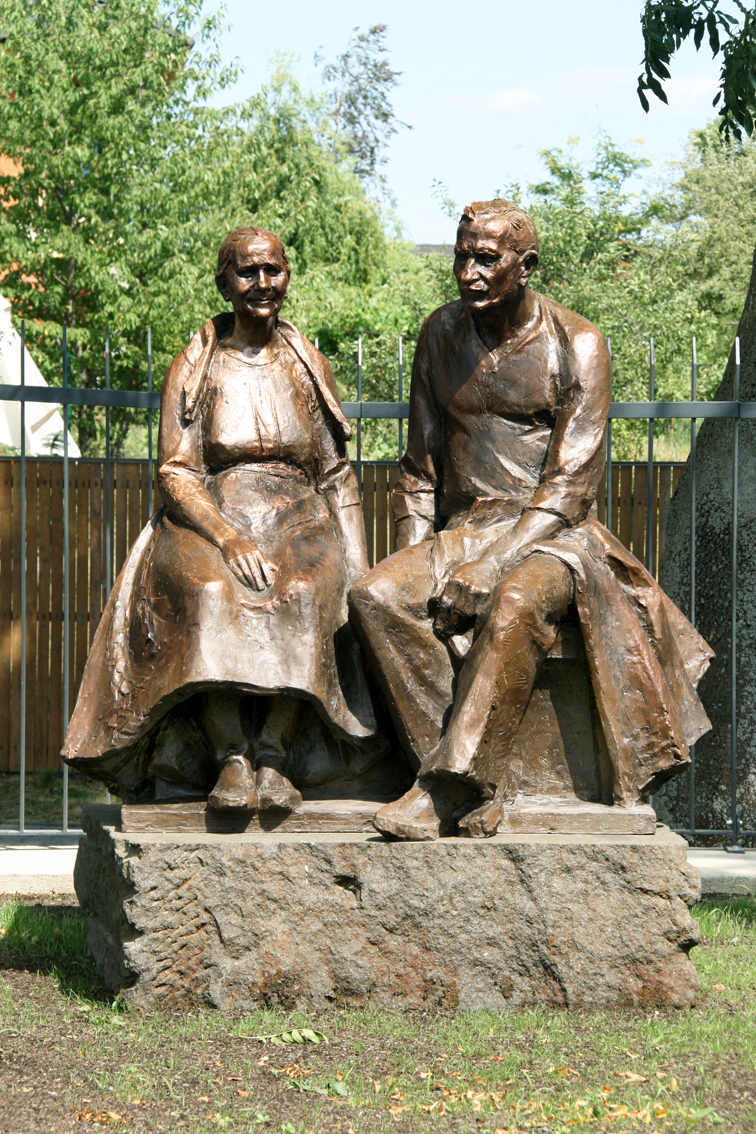
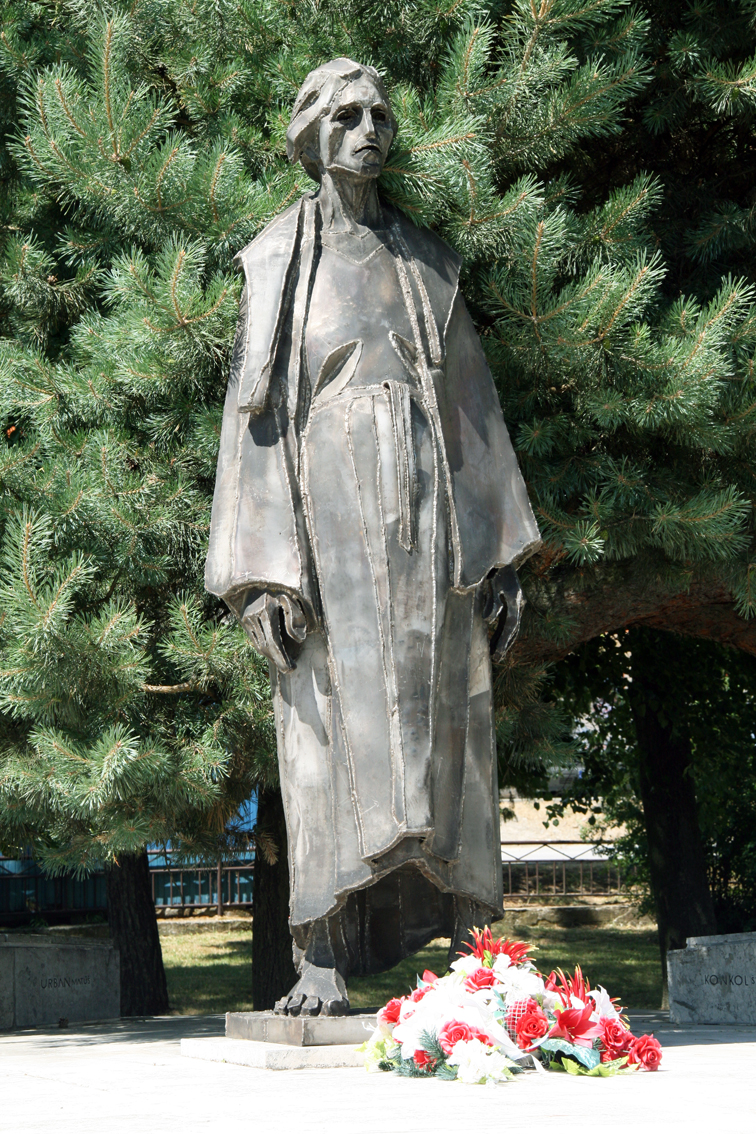
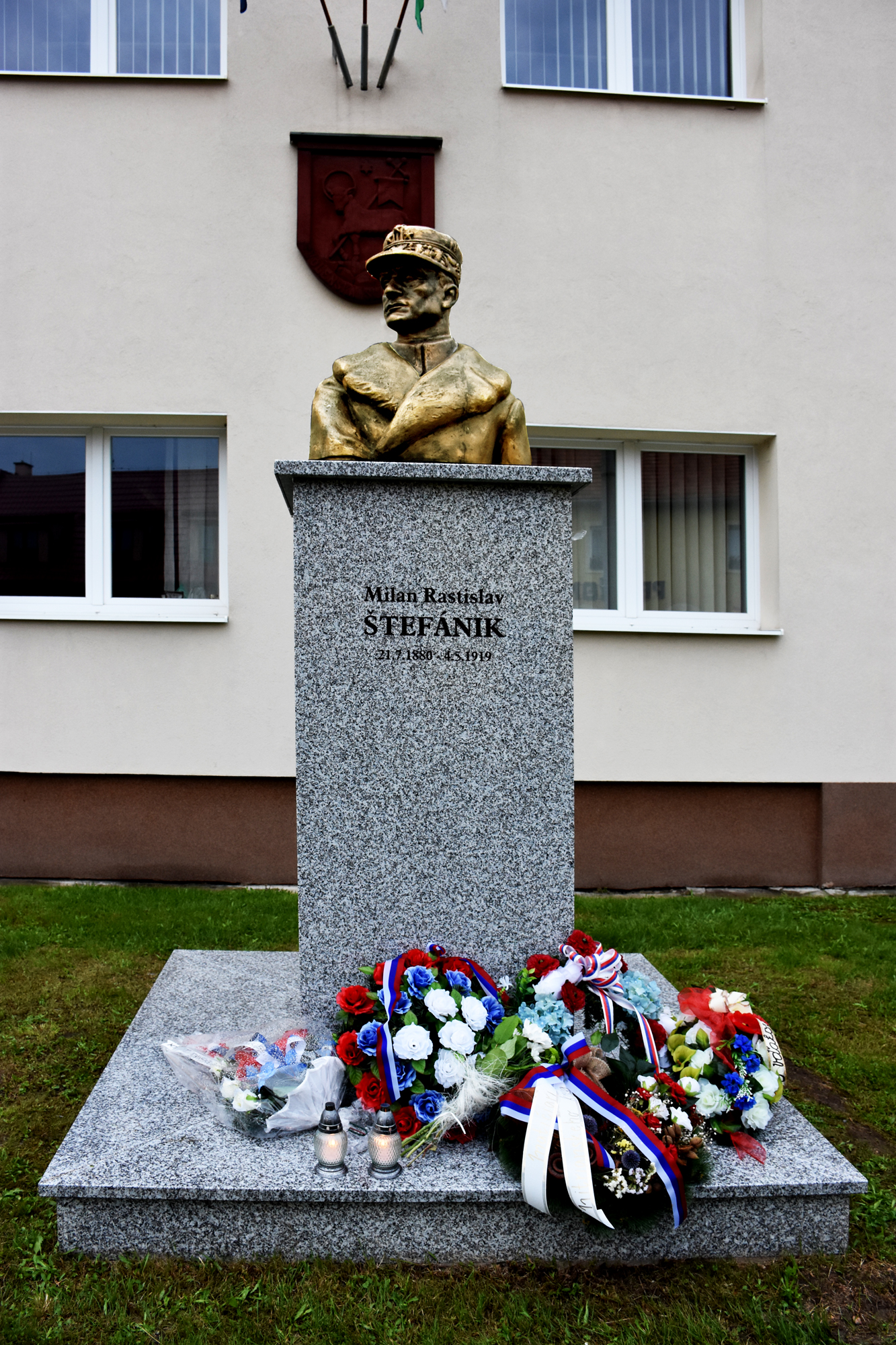
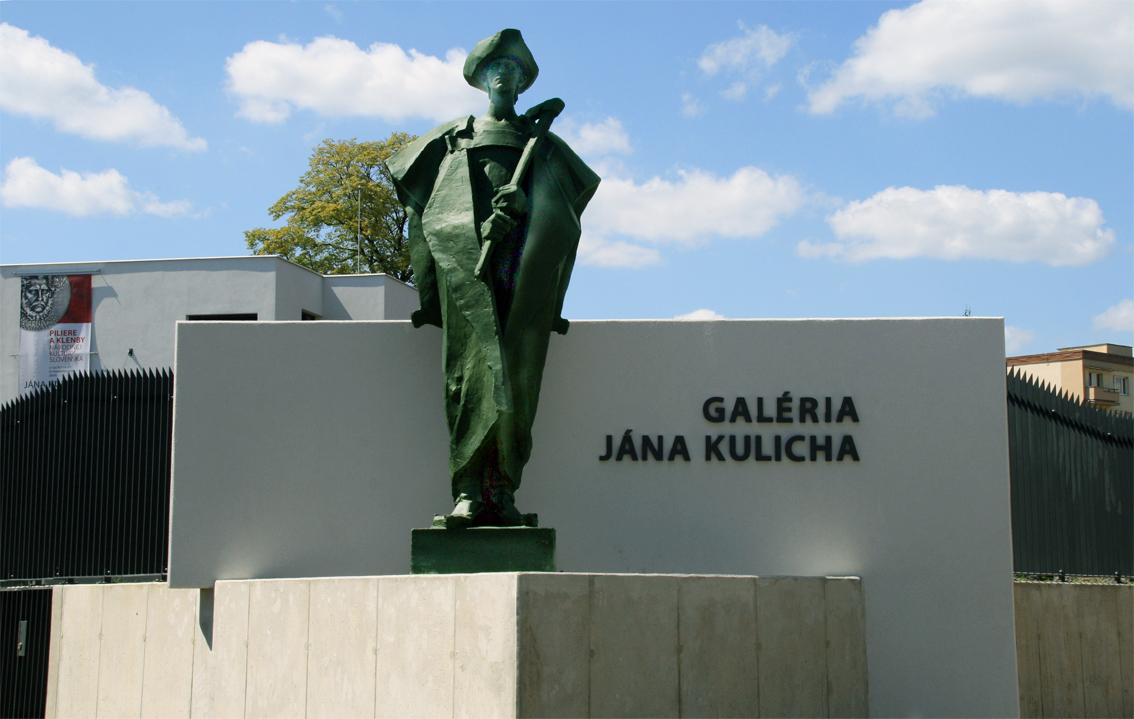